# CRローズテイルアルティメット
CRローズテイルアルティメット（しーあーる-）は、豊丸産業から2006年12月に発売されたデジパチタイプのパチンコ。基本的には演出は同じだがスペックが異なる「CR野薔薇物語（のばらものがたり）」も同時に発売されている。萌えをテーマとしている。

## スペック

### CRローズテイルアルティメットK
- 大当たり確率1/398.5→1/39.85
  - 低確率：1/398.5
  - 高確率：1/39.85
- 確変割合：70%（2Rも含む）
- 大当たりラウンド：16Ror2R・9C
- 賞球数：3&10&13
- 時短：通常大当たり終了後100回転

### CRローズテイルアルティメットF
- 大当たり確率1/317→1/31.7
  - 低確率：1/317
  - 高確率：1/31.7
- 確変割合：60%（2Rも含む）
- 大当たりラウンド：16Ror2R・9C
- 賞球数：3&10&13
- 時短：通常大当たり終了後100回転

### CR野薔薇物語H
- 大当たり確率1/228.5→1/22.85
  - 低確率：1/228.5
  - 高確率：1/22.85
- 確変割合：100%（リミット：3回）
- 大当たりラウンド：2Ror4Ror8Ror16R・9C
- 賞球数：3&10&13
- 時短：リミット到達の3回目の大当たり終了後30回転or100回転

## モード
のばらモード
ステップアップ予告が中心。
車到着→ドアのアップ→のばらが出現（リーチ確定）→良雄に迎えられリムジンに乗車（スーパーリーチへ発展確定）→栞がスポーツカーで追っかけてくる（信頼度アップ)
右へ行く毎にリーチや的中率が徐々にアップ（この段階で的中率は100％にならない）。
栞モード
キャラクター予告が中心。
背景にディーラーや良雄の歩く姿が小さく描かれていたり、フェレットが走ったりする事でリーチ率も上がるが、以下の五点の方を注目。
1. 回転開始時の栞の所作（ユーザー側を向いたり多彩な動きをする中で、リーチに発展しやすいものが含まれる）
2. のばらの持ってくるもの（飲料やスイカ、爆弾など）
3. 後ろのプールに出現するもの（良雄や見知らぬ人が泳いだりする他、出現するものによって変化）
4. 良雄が手前に出現した際に着席するか否か
5. リーチ確定時に水着になるが、その際に出現する水着の柄（柄の内容によって9通りの的中率の変化）

義元モード
ボタン予告が中心。
スキットに出てくるキャラクターや喋っている内容によってリーチ率が変化。出現しただけでスパーリーチ確定のキャラや、出現し、黙ると何もないが声を発した途端的中率が格段に上がるキャラクターもいる。
おしおきモードや超おしおきモード
時短中はおしおきモード、確変中は超おしおきモードとなる。
何通りかの障害があり、その障害を乗り越え外に出た（Ｋ版とＦ版）先にいたキャラクターで的中の方法が変化。
1. 誰もいないとき：外れるケースが多い。ディーラー出現で的中。
2. 栞が出現した時：笑顔での出現で16ラウンド大当たり確定。涙を浮かべていると義元が後ろから現れ2ラウンド小当たり（確変）
3. 良雄が現れた時：16ラウンド大当たり確定
4. 義元が現れた時：2ラウンド小当たり（確変）か対決リーチに発展（ハズレ～16ラウンド大当たりの全てが有り得る）

## 予告アクション

### 役物
のばら人形
画面右下にあるフェレットを抱えた人形が鳴き声とともに小刻みに震えだす。震えた回数や長さによって期待度が変化。
鐘
画面上にある鐘が鐘の音とともに左右に震える。震えるタイミングや長さで期待度が変化。

### 柱時計
長針・短針
変動開始時に双方が速いスピードでクルクル回りだすとリーチ期待度アップ。
リーチ成立時まで回り続けていると期待度アップ。
（のばら人形に隠れて判り辛いが）振り子の部分にフェレット等が閉じ込められているケースがある。
人形など
柱時計からブタの人形やおもちゃの兵隊などが出てくるとリーチ率アップ。物によってリーチ率が変化。

## スーパーリーチ
期待度は第1話→第2話→最終話の順に上がっていく。
- 第1話「延長」
  - いわゆるロングリーチで、階段を下りた先に扉があり扉にたどり着いた際に当るか否か。扉が開いて期待度が若干上がるが期待薄。
- 第2話「選択」
  - ディーラーが四つの帽子の中の一つに『V』の字を隠し、受け皿手前の丸いトラックボールで探し当てるもの。帽子の数が少なくなる程期待度アップ。
- 第3話「魔法」
  - のばらが夢の中、魔法使いの姿になり当たり図柄へ導くというもの。二段階目の呪文を唱えだすと期待度アップ。
- 第4話「懇願」
  - のばらが教会でお祈りしている。
- 最終話「対決」
  - のばらと義元が対決するリーチ。それぞれが出す技や途中のアニメーションで期待度が少しずつ変化。
- 特別話「入浴」
  - いわゆる全回転リーチで、プレミアムリーチに属する。
- ガーデンルーレット
  - チャンス目等から発展するスーパーリーチ。いくつかある札に『当たり』『(超)当たり』『おしおきタイム』『はずれ』と書かれており、『はずれ』の数の少なさで期待度が変化。（(超)は○の中に『超』の文字）

## 登場キャラクター
詳しい設定は公式サイトを参照。
のばら（声優：野川さくら）
主人公。義元家のメイド。
良雄（よしお）（声優：松岡由貴）
のばらとは姉弟関係だが本人は知らない。
栞（しおり）（声優：松岡由貴）
義元の実の娘。
義元（よしもと）（声優：玄田哲章）
のばらの家督を乗っ取った男。
ディーラー（声優：三木眞一郎）
謎のディーラー。実はのばらと良雄の叔父。
ウイミイ（声優：野川さくら）
のばらのペット。